# 納普勒斯莊園
納普勒斯莊園 (西班牙語為"Naples Estate")是哥倫比亞毒梟艾斯科巴在安蒂奧基亞省特里溫福港所建立的豪華私人莊園。
距離東邊麥德林大約150公里和西北波哥大大約 249公里。 土地面積約為20平方公里。
1993年隨著艾斯科巴的死亡，許多人的原始建築物及財產被摧毁或翻新成為其他用途。

## 历史

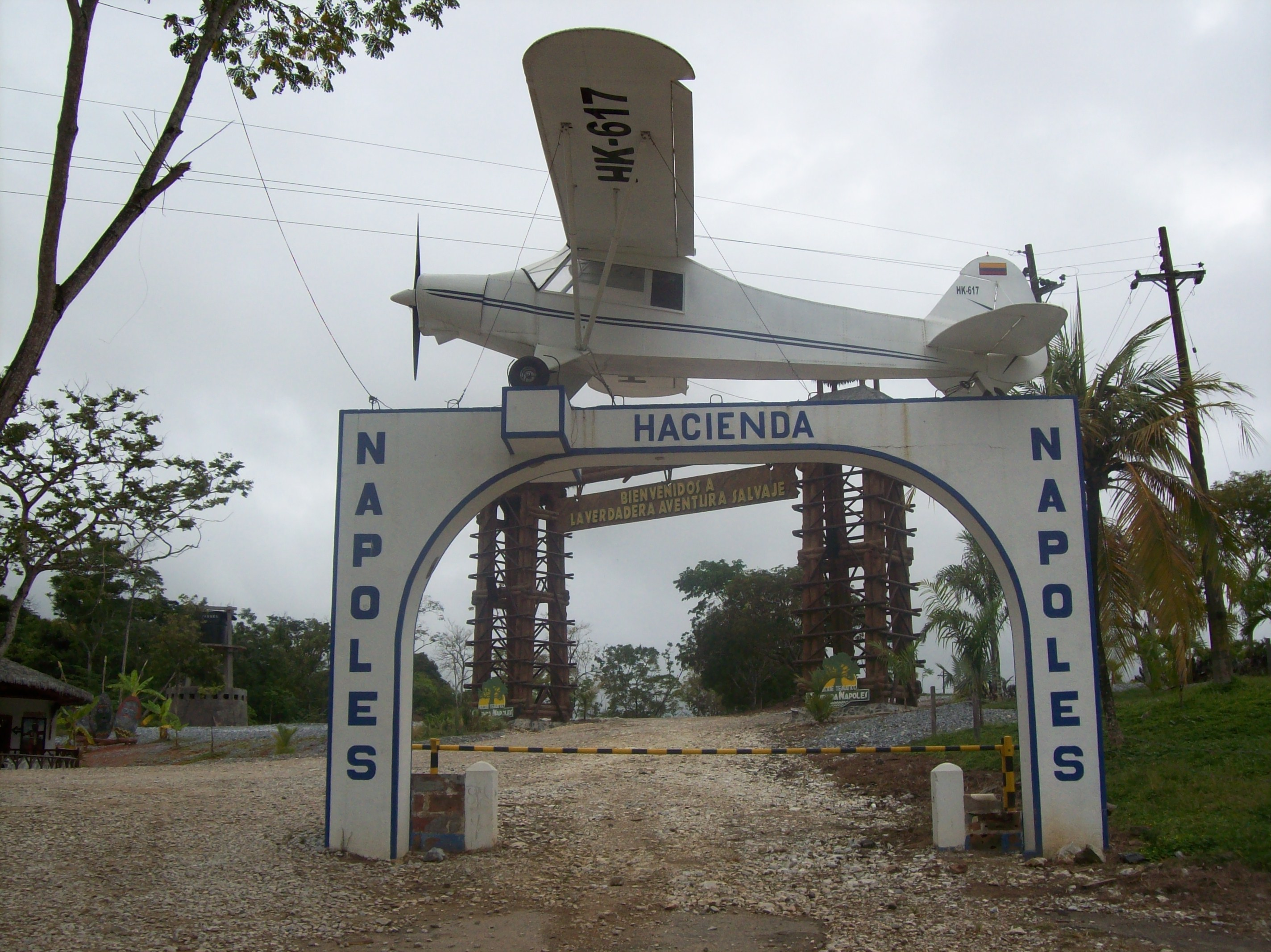
大門入口

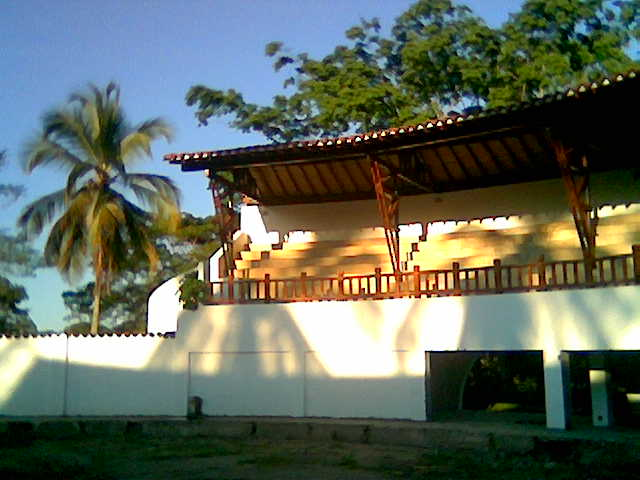
納普勒斯莊園競技場

裡面有西班牙殖民時期的房子、雕塑公園以及完整的動物園，還有來自世界上不同種類的動物，如羚羊、大象、珍禽、長頸鹿、河馬、鴕鳥和矮種馬。
牧场集合了舊型豪華汽車及自行車、私人機場、鬥牛場，甚至賽車的跑道。 莊園入口處有一個複製 Piper PA-18 Super Cub的飛機(尾號 HK-617-P)，其運輸艾斯科巴第一批古柯鹼到美國。
1993年艾斯科巴被警察槍殺後，他的家人開始和哥倫比亞政府打財產官司，最終政府獲得勝利。而這些被忽略的財產現在交由特里溫福港管理，但維持動物園經營花費過高，這些動物後來都捐贈給其他哥倫比亞或國際的動物園。
其他原始設施，例如:使用骨頭建立起來的恐龍雕像、小朋友可以在上面玩耍的史前動物雕像(例如:猛犸象)，還有退役軍事運輸車和大型手工雕刻品。

## 最近
2006年九月謠傳這裡將建造一個艾斯科巴犯罪博物館，有監獄、主題公園。而監獄確實有在建造，恐龍公園也在復建中。
2006年十二月，莊園的所有權轉移給了哥倫比亞政府，價值5億哥倫比亞披索(約2百23萬美元)。但動物園還是有非洲野牛、一隻稀有羚羊、一隻鴕鳥和斑馬。而艾斯科巴的河馬逃出了動物園，並在外遊蕩，至少4個湖泊和鄰近的河流成了野生動物的棲地。河馬和漁民接觸也導致河馬被漁民撲殺。在2011年，這裡至少有30隻野生動物遊蕩在這村莊。龐大的河馬數量也使得安置成了問題。據說還有40隻河馬住在莊園區域內。自2014年六月，一隻叫Vanessa的河馬留在園區內作為吉祥物。
2014年，租給了一家私人公司經營"侏儸紀公園"非洲風格的主題樂園。樂園有完整的水上設施、生態導覽、水族館和仿造瓜查羅斯洞國家自然公園的人工造景。2014年四月，一張公園門票大約32,000披索(約15美金)。而裡面的艾斯科巴博物館有他燒毀的私人收藏轎車和他所遺棄的房子，但報導指出在2015年1月時倒塌了。